# Damião Robson
Damião Robson de Souza Ramos (Campina Grande, 28 de dezembro de 1974) é um futebolista paralímpico brasileiro. Atualmente, atua na seleção brasileira de futebol de 5, exclusiva a deficientes visuais; na qual representou seu país nos Jogos Olímpicos de Verão de 2016, no Rio de Janeiro.

## Títulos
- Jogos Parapan-Americanos (2007/2011/2015)
- Mundial da IBSA (2010/2014)
- Jogos Paralímpicos de Verão de 2004 - Medalha de ouro
- Jogos Paralímpicos de Verão de 2008 - Medalha de ouro